# Ryktet
Ryktet (originaltitel: The Children's Hour) är en amerikansk film från 1961 i regi av William Wyler. Den är en filmatisering av Lillian Hellmans pjäs The Children's Hour från 1934.
Wyler hade redan 1936 filmat historien under titeln De tre, men hade då på grund av produktionskoden inte möjlighet att skildra pjäsens verkliga ämne, homosexualitet. Miriam Hopkins som hade en av huvudrollerna i den filmatiseringen återkommer i denna film i en biroll.
Ryktet nominerades till Oscars i fem kategorier: bästa kvinnliga biroll (Fay Bainter), bästa foto, bästa ljud, bästa kostym, och bästa scenografi. Den var även nominerad till Golden Globes i kategorierna bästa regi, bästa skådespelerska i drama och bästa kvinnliga biroll.

## Rollista
- Shirley MacLaine - Martha
- Audrey Hepburn - Karen
- James Garner - Dr. Joe Cardin
- Miriam Hopkins - Lily Mortar
- Fay Bainter - Amelia Tilford
- Karen Balkin - Mary Tilford
- Veronica Cartwright - Rosalie Wells
- Mimi Gibson - Evelyn